# Église Saint-Didier-et-Saint-Leu d'Argenteuil-sur-Armançon
Pour les articles homonymes, voir Église Saint-Didier.
L'église d'Argenteuil-sur-Armançon est une église située à Argenteuil-sur-Armançon, en France.

## Localisation
L'église est située dans le département français de l'Yonne, sur la commune d'Argenteuil-sur-Armançon.

## Historique
L'édifice est classé au titre des monuments historiques en 1911.